# Rock-o-rico
Pour la bande originale du film, voir Rock-o-rico (bande originale).
Pour plus de détails, voir Fiche technique et Distribution.
Rock-o-rico (Rock-a-Doodle) est un film d'animation américain de Don Bluth, sorti en 1991.
Il est inspiré librement de Chantecler d'Edmond Rostand. Le film en version française sort en juin 1992.

## Synopsis
Chantecler, le coq le plus rock des années 1950, a oublié de chanter un matin. Et le soleil s'est levé quand même. Ridiculisé, il quitte la ferme, à la grande joie de Grand Duc, le hibou qui va bientôt pouvoir faire régner les ténèbres éternelles. Il faut que Chantecler revienne, mais il est devenu une oisive star de rock.

## Fiche technique
- Directeur de la photographie : Robert Paynter (prises de vues réelles)
- Musique : Robert Folk et T.J. Kuenster
- Production : Gary Goldman, John Quested (en) et Morris F. Sullivan (en)
- Budget : 16 Million $
- Langue : anglais
- Genre : Animation, aventure, comédie, film musical
- Sortie en salles (France) : 24 juin 1992[1]

## Distribution

### Voix originales
- Sorrell Booke : Pinky
- Glen Campbell : Chantecler
- Eddie Deezen : Snipes
- Sandy Duncan : Peepers
- Toby Scott Ganger (es) : Edmond
- Ellen Greene : Goldie
- Phil Harris : Patou
- Christian Hoff (en) : Scott
- Kathryn Holcomb : Dorie, la mère d'Edmond
- Stan Ivar : le père d'Edmond
- Jason Marin : Mark
- Christopher Plummer : Grand Duc
- Charles Nelson Reilly : Hunch
- Will Ryan : Stuey

### Voix françaises
- Eddy Mitchell : Chantecler
- Lio : Goldie Pheasant
- Tom Novembre : Grand Duc
- Philippe Lavil : Long-Bec
- Boris Bergman : Dos-Rond
- Sophie Darel : Couinie
- Philippe Dumat : Patou
- Philippe Peythieu : Grolard, le cochon/Murray, le babouin / Le papa d'Edmond
- Mario Santini : le videur crapaud
- Maël Davan-Soulas : Edmond

## Autour du film
- Le studio Disney, où Don Bluth travaillait à l'époque, avait tenté au début des années 1960 une adaptation de l'histoire de Chantecler, mais le film Chantecler n'a jamais été achevé[2]
- L'adaptation contemporaine place un Chantecler comme rocker surnommée « le King » une fois célèbre en ville, évoquant évidemment Elvis.
- Le Grand Duc interprète à l'orgue le début de la Toccata et fugue en ré mineur de Jean-Sébastien Bach, tandis que Dos-Rond entonne plusieurs fois la Chevauchée des Walkyries de Richard Wagner.

### Bande son musicale française
Paroles et musiques originales de T.J. Kuenster - Adaptations françaises de Boris Bergman
- Rock O' Rico (Eddy Mitchell)
- Sacré soleil (Eddy Mitchell)
- Ergomane (Eddy Mitchell)
- Nage ou coule (Lio & Paul Ives)
- Plus rien sans elle (Eddy Mitchell & Lio)
- Chien perdu sans lacets (Philippe Dumas)
- A bas le soleil (Tom Novembre & Le chœur des Chouettes)
- La Complainte du Grand Duc (Tom Novembre)
- Tweedle Lee-Dee (Tom Novembre & Le chœur des Chouettes)
- Un chouette pique-nique (Tom Novembre & Le chœur des Chouettes)
- Le Chant du videur (Le chœur des Videurs)